# Ousmane Diakité
Ousmane Diakité (25 luglio 2000) è un calciatore maliano, centrocampista del West Bromwich.

## Caratteristiche tecniche
È un mediano.

## Carriera

### Club
Nel luglio 2018 è stato acquistato dal Salisburgo, che lo ha ceduto in prestito al Liefering.
Ha giocato nella prima divisione svizzera con il San Gallo e nella prima divisione austriaca con l'Hartberg.
Nel 2024 si è trasferito al West Bromwich, club della seconda divisione inglese.

### Nazionale
Ha giocato nella nazionale maliana Under-17.
Con la nazionale Under-20 maliana ha disputato un incontro nel Coppa delle Nazioni Africane Under-20 2017 ed i Mondiali Under-20 del 2019.

## Statistiche

### Presenze e reti nei club
Statistiche aggiornate al 10 novembre 2024.
| Stagione        | Squadra         | Campionato      | Campionato | Campionato | Coppe nazionali | Coppe nazionali | Coppe nazionali | Coppe continentali | Coppe continentali | Coppe continentali | Altre coppe | Altre coppe | Altre coppe | Totale | Totale | Totale |
| Stagione        | Squadra         | Comp            | Pres       | Reti       | Comp            | Pres            | Reti            | Comp               | Pres               | Reti               | Comp        | Pres        | Reti        | Pres   | Reti   |        |
| --------------- | --------------- | --------------- | ---------- | ---------- | --------------- | --------------- | --------------- | ------------------ | ------------------ | ------------------ | ----------- | ----------- | ----------- | ------ | ------ | ------ |
| 2018-2019       | Liefering       | 2.L             | 19         | 1          | CA              | -               | -               | -                  | -                  | -                  | -           | -           | -           | 19     | 1      |        |
| 2019-2020       | Altach          | BL              | 9          | 0          | CA              | 1               | 1               | -                  | -                  | -                  | -           | -           | -           | 10     | 1      |        |
| 2021-gen. 2022  | San Gallo       | SL              | 13         | 2          | CS              | 3               | 0               | -                  | -                  | -                  | -           | -           | -           | 16     | 3      |        |
| feb.-giu. 2023  | Hartberg        | BL              | 15         | 0          | CA              | -               | -               | -                  | -                  | -                  | -           | -           | -           | 15     | 0      |        |
| 2023-2024       | Hartberg        | BL              | 29+2       | 2          | CA              | 3               | 0               | -                  | -                  | -                  | -           | -           | -           | 34     | 2      |        |
| Totale Hartberg | Totale Hartberg | Totale Hartberg | 44+2       | 2          |                 | 3               | 0               |                    | -                  | -                  |             | -           | -           | 49     | 2      |        |
| 2024-2025       | West Bromwich   | FLC             | 7          | 0          | FACup+CdL       | 0+1             | 0+0             | -                  | -                  | -                  | -           | -           | -           | 8      | 0      |        |
| Totale carriera | Totale carriera | Totale carriera | 92+2       | 5          |                 | 8               | 1               |                    | -                  | -                  |             | -           | -           | 102    | 6      |        |